# Танго (пьеса)
«Танго» — драма, написанная польским писателем и драматургом Славомиром Мрожеком (1930—2013). Впервые была опубликована в литературном журнале Dialog в 1964 году, а исполнена на сцене в городе Быдгощ в 1965 году. Драма была переведена на английский, итальянский, японский, французский, датский, иврит, чешский, словенский, голландский, эстонский, немецкий и другие языки.

## Сюжет
Пьеса разворачивается в неустановленное время в доме Стомиля и Элеоноры, родителей Артура, изучающего медицину. В доме царит беспорядок, как в обстановке, так и в отсутствии каких-либо правил и общепринятых ценностей. С одной стороны, любой может делать всё, что захочет. С другой, здесь находится множество ненужных вещей, таких как детская коляска, старое свадебное платье или катафалк, оставшийся со смерти деда Артура. Жизнь, протекающую здесь, можно описать словом «растерянность». Артур пытается установить правила и придать вещам смысл, однако его попытки обречены на провал. Артур пытается уговорить бабушку использовать катафалк, восстаёт против неряшливости отца и двойных моральных стандартов матери. Про себя он мечтает о традиционной свадьбе, но терпит неудачу. При организации приёма, Артур забывает выразить свои чувства невесте, из-за чего она считает его равнодушным и впоследствии объявляет о романе с Эдеком. Затем бабушка Артура умирает, а его самого убивает Эдек. Драма оканчивается танцем танго, символизирующую победу простой и примитивной массовой культуры. Эдек объявляет о взятии контроля над домом и принуждает всех следовать его правилам.
«Танго» рассказывает историю о конфликте поколений в современном обществе и влияние на него таких концепций, как конформность, анархия, энтропия, формализм. Пьеса пытается найти ответ на вопрос, остаётся ли место интеллигенции в таком обществе.

## Персонажи
- Артур (пол. Artur) — сын Стомиля и Элеоноры
- Аля (пол. Ala) — двоюродная сестра и невеста Артура
- Эдек (пол. Edek) — «мужчина с усами», любовник Элеоноры, регулярный посетитель дома семьи Стомиля
- Эугениуш (пол. Eugeniusz) — дядя Артура, брат Эугени
- Эугеня (пол. Eugenia) — бабушка Артура
- Элеонора (пол. Eleonora) — мать Артура
- Стомиль (пол. Stomil) — отец Артура